# 把哥哥退貨可以嗎
《把哥哥退貨可以嗎》是2018年泰國劇情片，由維塔亞東俞揚執導，桑尼蘇莞門坦諾、乌拉萨雅·斯帕邦德和尼坤主演。
2018年5月10日泰國上映，泰國上映首周票房近7千萬泰銖、超越了《模犯生》挑戰紀錄，成為2018年迄今為止最高票房的泰國電影。

## 故事概述
漫不經心的哥哥「查」（Chut）跟模範生妹妹「珍」（Jane）從小吵到大，但他跟妹妹吵架時任何事都占不了上風，甚至有一次棒球比賽還被妹妹珍打爆了下巴，妹妹珍拿出衛生棉止血，還幫哥哥取綽號『靠得住』，從此之後這綽號就跟了他一輩子，但只有在妹妹談戀愛時，才擺出長兄架子來逞威風，為了保護妹妹卻又說不出口，產生了許多誤會...而這次怕又被哥哥『過濾男友』的珍努力隱瞞與日泰混血帥哥「小餅」（Moji）的戀情，但百密總有一疏，查知道後決定要出招來惡搞這對小情人！誓死保衛天菜的珍又該如何接招！

## 演員
| 演員                                | 角色      | 備註 | 台灣配音 | 香港配音 |
| 桑尼蘇莞門坦諾 Sunny Suwanmethanon  | 查 Chut   | 廢柴哥哥 与珍同屋但什么都不做，只有在妹妹談戀愛時，才擺出長兄架子來逞威風。知道妹妹和小餅恋爱後決定要出招來惡搞這對小情人。 | 蘇振威   | 陳旭恆   |
| 乌拉萨雅·斯帕邦德 Urassaya Sperbund | 珍 Jane   | 模範生妹妹 与查同屋，成绩，体育，学业都很完美，喜欢 天菜男友 小餅，为了不要让查知道她和小餅恋爱而隱瞞。                     | 鄭可欣   | 麥紫筠   |
| 尼坤 Nichkhun                       | 小餅 Moji | 日泰混血的天菜男友 喜欢珍并希望珍可以和他移民到日本。                                                                       | 莊汶錡   |          |

## 發行

### 行銷
2018年7月，導演維達也湯于容及三位主角桑尼蘇莞門坦諾、烏拉薩雅斯帕邦德和尼坤來台宣傳。

### 票房
台灣方面，最終票房918萬新台幣。

## 外部連結
- 互联网电影数据库（IMDb）上《大佬可以退貨嗎？》的资料（英文）